# 加入戦術
加入戦術（かにゅうせんじゅつ）とは、ある勢力が初めから多くの同志を集められない際に、まず他の団体の内部に構成員を入会させて、次第に内部で勢力を広げ、最終的にその組織を乗っ取るか、その組織から独立組織を結成するという戦術。
主に極左団体や急進的な新興宗教団体など少数勢力によって行われ、政党や学生自治会、住民団体などを対象に行われる。組織内民主主義を都合よく利用した戦術であり、トロツキスト(本来的な意味でなくレッテルとしての)が多用した。

## 概要
新左翼によく見られる戦術で、自力での組織拡大が難しい場合、まず思想的近似性のある既成政党や政治団体に加入する。そして自党派の影響力を徐々に広げ、時期をみて、その組織そのものを乗っ取ったり、分派工作を行い新たな組織を結成する戦術を指す。
フランスのトロツキズム組織「フランス共産主義者同盟」が、フランス社会党に仕掛けたのが最初である。その後、世界各地のトロツキズム系党派が採用するようになった。そのため反トロツキズムの党派サイドからは「トロツキストならではの組織戦術」というイメージが強い。

### 日本
独力での勢力拡張が難しい日本の新左翼党派も、加入戦術を採用した。その際に最も標的とされたのは、日本社会党だった。日本社会党は、「反自民統一戦線党」の分権的な性格があり、党内で自由に異論を唱えられる余地が大きかったからである。日本社会党所属の参議院議員であり、国鉄動力車労働組合（動労）副委員長だった目黒今朝次郎は、日本革命的共産主義者同盟革命的マルクス主義派の支持を受けていた。他にも、上田哲なども革マル派から支援を受けていた。一方革命的共産主義者同盟全国委員会（中核派）や日本労働党なども、機関紙で大田昌秀ら社会党・社民党所属候補への支援・投票を呼びかけた。
社会党系の青年団体日本社会主義青年同盟（社青同）から分裂した革命的労働者協会も、「社会党社青同解放派」を名乗っている。
なお日本共産党は、中央集権制の一形態たる民主集中制（民主主義的中央集権制）を採用し、分派活動を禁じているため、党内で他党派が影響を及ぼせる余地は少ないが、日本トロッキスト聯盟など一部の新左翼党派が過去に実行した例がある。また、第四インターの系譜に属する政治団体「日本革命的共産主義者同盟」の機関紙「かけはし」に、日本共産党員の寄稿が載ることが度々あり、トロツキスト勢力の影響力が日本共産党内で皆無とは言えない。しかし、逆に党外には加入戦術をしている。漫画家の小林よしのりは、『新・ゴーマニズム宣言』にて薬害エイズ裁判に関わっていた時期に原告支援団体を率いていたが、日本共産党など左翼系も受け入れていた。しかし、次第に労働組合や、日本共産党下部組織である日本民主青年同盟（民青）など左派組織に原告支援団体のを乗っ取られた。民青や労組が原告支援団体に関与する問題を訴えた直後、小林は全日本民主医療機関連合会（日本共産党支持の医療機関構成社会運動団体）の薬剤師から「（民青や労組の関与を批判するとは）お前は思想差別者だ。（労組などの）団体による数の力でしか世の中は動かないのだ。…支える会を辞任せずとも、こちらから首にする」という居丈高な投稿があったことを公表している。原告支援団体に左翼団体を受け入れた結果、自身は団体から追い出された挙句にバッシングまでされた。この経緯については、『新・ゴーマニズム宣言スペシャル 脱正義論』にて、薬害エイズ支援学生ボランティア団体を「戦争責任追及」など無関係な問題に誘導しようとする左翼活動家たちの暗躍を目の当たりにした小林は、彼らのような人々を「プロ市民」と呼んでいる。

### 韓国
韓国政府は、「民主労働党」内に朝鮮労働党の工作員が在籍していたため、その当該人物を摘発したとの発表した。韓国政府の発表が事実であれば、これは加入戦術であるとする見方もある。

### アメリカ合衆国
左派系政治団体「アメリカ民主社会主義者」に所属するアレクサンドリア・オカシオ＝コルテスが、民主党から出馬して当選した例がある。